# Projekt Punk
Projekt Punk – jedenasty studyjny album zespołu Farben Lehre, wydany w 2013 roku. Album ten zawiera covery piosenek polskich zespołów punkrockowych. Pomysł na album zrodził się po koncercie na Przystanku Woodstock.
Okładkę zaprojektowali Sebastian Stańczak i Wojciech Wojda. W 2014 roku Projekt Punk ukazał się na płycie winylowej.

## Lista utworów
źródło:
| Nr  | Tytuł utworu                                 | Długość |
| --- | -------------------------------------------- | ------- |
| 1.  | „Niech się stanie” (Tilt)                    |         |
| 2.  | „Niezwyciężony” (Armia)                      |         |
| 3.  | „Kwiaty” (Cela nr 3)                         |         |
| 4.  | „Defekt Muzgó...” (Defekt Muzgó)             |         |
| 5.  | „Ku przyszłości” (Dezerter)                  |         |
| 6.  | „Wolność” (Kult)                             |         |
| 7.  | „Era techno” (The Analogs)                   |         |
| 8.  | „Handel” (Farben Lehre)                      |         |
| 9.  | „Kilka słów o Hitler Jugend” (Pidżama Porno) |         |
| 10. | „Wszyscy pokutujemy…” (Sedes)                |         |
| 11. | „Idzie wojna” (Siekiera)                     |         |
| 12. | „Na Bliskim Wschodzie” (Brak)                |         |
| 13. | „Powietrza” (Moskwa)                         |         |
| 14. | „Wariat” (Rejestracja)                       |         |
| 15. | „Kultura” (Zielone Żabki)                    |         |
| 16. | „Siła w nas” (Strajk)                        |         |
| 17. | „Pod prąd” (KSU)                             |         |
| 18. | „Michał” (Fort BS)                           |         |
| 19. | „Nie chcę jeszcze umierać” (WC)              |         |
| 20. | „Dolina lalek” (Kryzys)                      |         |

## Muzycy
- Wojciech Wojda – śpiew, teksty
- Konrad Wojda – gitara, śpiew (13, 16), chórki
- Sebastian Stańczak – gitara, chórki
- Filip Grodzicki – bas, śpiew (10), chórki
- Adam Mikołajewski – perkusja, chórki

gościnnie
- Piotr „Gutek” Gutkowski – śpiew (02)
- Mirosław „Smalec” Malec – śpiew (03, 15)
- Piotr Gmur – śpiew (05, 12)
- Dominik Pyrzyna – śpiew (07, 19)
- Sławomir Świdurski – śpiew (10)
- Michał Jelonek – skrzypce (02, 11)
- Mariusz Kumala – gitara (09)
- Dominik Hałka – klawisze (06)